# Nehama Leibowitz
Pour les articles homonymes, voir Leibowitz.
Nehama Leibowitz (hébreu : נחמה ליבוביץ) est une bibliste et exégète israélienne du XXe siècle (Riga, 1905 - Jérusalem, le 12 avril 1997). Son commentaire, à usage didactique, est basé sur l’analyse comparative des exégèses classiques et, occasionnellement, modernes.

## Éléments biographiques
Nehama Leibowitz nait en 1905 à Riga dans une famille juive orthodoxe aisée. L’atmosphère est empreinte de culture générale et de tradition ; le père, Mordekhaï, est un riche commerçant qui se plait à tester régulièrement les connaissances bibliques de ses enfants Nehama et Yeshayahou, de deux ans son aîné.
La famille quitte la Lettonie en 1919, à la suite de la révolution d'Octobre et s'établit à Berlin. La jeune Nehama obtient son baccalauréat en 1925, étudiant ensuite dans les universités de Heidelberg, de Berlin et de Marbourg, ainsi qu’à l’Hochschule für die Wissenschaft des Judentums auprès de Leo Baeck, Julius Guttmann et Ismar Elbogen (en). Au cours de ses études, elle enseigne l’hébreu et la Bible hébraïque à l’école juive populaire et au lycée Adat Israël fondé par Azriel Hildesheimer ; contrairement à l'usage, elle enseigne le texte dans sa langue originelle, refuse de recourir à l'allemand et publie des articles didactiques pour la promotion de l’étude de l’hébreu en tant que langue vivante.
Elle passe son doctorat en 1930 à l'université de Marbourg, présentant  Die Übersetzungstechnik der jüdisch-deutschen Bibelübersetzungen des 15. und 16. Jahrhunderts dargest. an d. Psalmen (« Les techniques de traduction des traductions judéo-allemandes du Livre des Psaumes aux XVe et XVIe siècles »), et épouse son oncle Yedidia Lipman Leibovitz. Ils émigrent en Palestine mandataire, et elle ne quittera plus Israël, sauf en une brève occasion. Après avoir professé dans un séminaire d'enseignants sionistes-religieux pendant vingt-cinq ans, elle donne des conférences à l'université de Tel Aviv, où elle devient professeur ordinaire en 1967. Elle est également sollicitée à l'université hébraïque de Jérusalem ainsi que par d'autres institutions.

## Œuvres
- En méditant la Sidra Beréchit (La Genèse)
- En méditant la Sidra Chemot (L'Exode)
- En méditant la Sidra Vayiqra (Le Lévitique)
- En méditant la Sidra Devarim (Le Deutéronome)
- En méditant la Sidra Bamidbar (Les Nombres)